# I Can Feel You
I Can Feel You este al optsprezecelea single al cântăreței americane Anastacia. Piesa face parte de pe cel de-al patrulea material discografic de studio al artistei. I Can Feel You a fost lansat ca primul single al albumului, Heavy Rotation, pe data de 10 octombrie 2008. Acesta este primul single lansat de Anastacia într-un interval de aproape trei ani de zile.